# Rhaphidophora hayi
Rhaphidophora hayi — вид рослин з роду Rhaphidophora, що походить із Квінсленда та Нової Гвінеї It is an appressed or shingling semi-epiphytic vining plant that grows in wet tropical forests..